# Coupe du monde de baseball 2011
Navigation
2009
La Coupe du monde de baseball 2011 est la 39e édition de cette épreuve mettant aux prises les meilleures sélections nationales. Elle se déroule du 1er octobre 2011 au 15 octobre 2011 au Panama,.
La compétition se joue dans les villes de Panama, Aguadulce, Santiago de Veraguas et Chitré.
Les Pays-Bas remportent leur première Coupe du monde, la deuxième pour une nation européenne après la Grande-Bretagne en 1938, avec une victoire 2-1 face à Cuba en finale.

## Sélections qualifiées
| Confédération      | Tournoi qualificatif                                 | Qualifié(s)                                                                          |
| ------------------ | ---------------------------------------------------- | ------------------------------------------------------------------------------------ |
| ABSA (Afrique)     | /                                                    | /                                                                                    |
| BCO (Océanie)      |                                                      | Australie                                                                            |
| BFA (Asie)         | Tournoi de qualification Asie                        | Corée du Sud Japon Taïwan                                                            |
| CEB (Europe)       | Championnat d'Europe 2010                            | Italie Pays-Bas Allemagne Grèce                                                      |
| COPABE (Amériques) | Tournoi de qualification aux Jeux panaméricains 2011 | États-Unis Cuba Venezuela Rép. dominicaine Panama (hôte) Canada Porto Rico Nicaragua |

## Format du tournoi
16 nations participent au tournoi. Les équipes sont réparties en deux groupes de huit équipes: 
| Groupe A   | Groupe B         |
| ---------- | ---------------- |
| Canada     | Allemagne        |
| États-Unis | Australie        |
| Grèce      | Corée du Sud     |
| Japon      | Cuba             |
| Panama     | Italie           |
| Pays-Bas   | Nicaragua        |
| Porto Rico | Rép. dominicaine |
| Taïwan     | Venezuela        |

## Premier Tour
La Fédération internationale de baseball dévoile le programme du premier tour de la compétition le 1er juillet 2011.

### Groupe 1
| 1 octobre 2011 | Grèce | 3 - 8 Boxscore | Panama | ville de Panama, Panama Affluence: 20 000 |

| 2 octobre 2011 | Canada | 9 - 1 Boxscore | Porto Rico | ville de Panama, Panama Affluence: 500 |

| 2 octobre 2011 | Taipei | 1 - 2 Boxscore | Pays-Bas | ville de Panama, Panama Affluence: 2 000 |

| 3 octobre 2011 | Japon | 1 - 3 Boxscore | Canada | ville de Panama, Panama Affluence: 1 000 |

| 3 octobre 2011 | Grèce | 0 - 19 Boxscore | Pays-Bas | ville de Panama, Panama Affluence: 122 |

| 3 octobre 2011 | Porto Rico | 8 - 4 Boxscore | États-Unis | ville de Panama, Panama Affluence: 500 |

| 3 octobre 2011 | Panama | 14 - 8 Boxscore | Taipei | ville de Panama, Panama Affluence: 3 000 |

| 4 octobre 2011 | Pays-Bas | 5 - 2 Boxscore | Japon | ville de Panama, Panama Affluence: 1 200 |

| 4 octobre 2011 | Canada | 12 - 2 Boxscore | Grèce | ville de Panama, Panama Affluence: 500 |

| 4 octobre 2011 | Porto Rico | 2 - 4 Boxscore | Panama | ville de Panama, Panama Affluence: 6 000 |

| 4 octobre 2011 | États-Unis | 15 - 1 Boxscore | Taipei | ville de Panama, Panama Affluence: 1 700 |

| 5 octobre 2011 | États-Unis | 7 - 3 Boxscore | Japon | ville de Panama, Panama Affluence: 2 500 |

| 6 octobre 2011 | Porto Rico | 0 - 5 Boxscore | Pays-Bas | ville de Panama, Panama Affluence: 1 000 |

| 6 octobre 2011 | Grèce | 0 - 3 Boxscore | États-Unis | ville de Panama, Panama Affluence: 200 |

| 6 octobre 2011 | Panama | 6 - 2 Boxscore | Japon | ville de Panama, Panama Affluence: 7 003 |

| 6 octobre 2011 | Taipei | 0 - 4 Boxscore | Canada | ville de Panama, Panama Affluence: 700 |

| 7 octobre 2011 | Taipei | 1 - 3 Boxscore | Japon | ville de Panama, Panama Affluence: 600 |

| 7 octobre 2011 | Grèce | 1 - 10 Boxscore | Porto Rico | ville de Panama, Panama Affluence: 1 203 |

| 7 octobre 2011 | Panama | 12 - 3 Boxscore | Canada | ville de Panama, Panama Affluence: 7 500 |

| 7 octobre 2011 | Pays-Bas | 7 - 5 Boxscore | États-Unis | ville de Panama, Panama Affluence: 2 600 |

| 8 octobre 2011 | Canada | 5 - 4 Boxscore | Pays-Bas | ville de Panama, Panama Affluence: 700 |

| 8 octobre 2011 | Japon | 0 - 6 Boxscore | Porto Rico | ville de Panama, Panama Affluence: 2 500 |

| 9 octobre 2011 | Canada | 6 - 1 Boxscore | États-Unis | ville de Panama, Panama Affluence: 2 000 |

| 9 octobre 2011 | Japon | 9 - 4 Boxscore | Grèce | ville de Panama, Panama Affluence: 500 |

| 9 octobre 2011 | Pays-Bas | 7 - 3 Boxscore | Panama | ville de Panama, Panama Affluence: 7 500 |

| 9 octobre 2011 | Porto Rico | 1 - 3 Boxscore | Taipei | ville de Panama, Panama Affluence: 1 300 |

| 10 octobre 2011 | Taipei | 15 - 0 Boxscore | Grèce | ville de Panama, Panama |

| 10 octobre 2011 | États-Unis | 5 - 0 Boxscore | Panama | ville de Panama, Panama |

| Pl. | Équipe     | J | V | D | %    |
| --- | ---------- | - | - | - | ---- |
| 1   | Canada     | 7 | 6 | 1 | .857 |
| 2   | Pays-Bas   | 7 | 6 | 1 | .857 |
| 3   | Panama     | 7 | 5 | 2 | .714 |
| 4   | États-Unis | 7 | 4 | 3 | .571 |
| 5   | Porto Rico | 7 | 3 | 4 | .429 |
| 6   | Japon      | 7 | 2 | 5 | .286 |
| 7   | Taipei     | 7 | 2 | 5 | .286 |
| 8   | Grèce      | 7 | 0 | 7 | .000 |

### Groupe 2
| 2 octobre 2011 | Cuba | 14 - 0 Boxscore | Australie | ville de Panama, Panama Affluence: 2 000 |

| 2 octobre 2011 | Nicaragua | 5 - 4 Boxscore | Allemagne | ville de Panama, Panama Affluence: 400 |

| 2 octobre 2011 | Corée du Sud | 4 - 5 Boxscore | Venezuela | ville de Panama, Panama Affluence: 4 000 |

| 2 octobre 2011 | Italie | 0 - 7 Boxscore | République dominicaine | ville de Panama, Panama Affluence: 300 |

| 3 octobre 2011 | République dominicaine | 0 - 3 Boxscore | Cuba | ville de Panama, Panama Affluence: 4 400 |

| 3 octobre 2011 | Australie | 7 - 0 Boxscore | Italie | ville de Panama, Panama Affluence: 500 |

| 3 octobre 2011 | Allemagne | 5 - 6 Boxscore | Corée du Sud | ville de Panama, Panama |

| 3 octobre 2011 | Venezuela | 5 - 2 Boxscore | Nicaragua | ville de Panama, Panama Affluence: 2 500 |

| 4 octobre 2011 | Nicaragua | 3 - 6 Boxscore | Italie | ville de Panama, Panama Affluence: 250 |

| 4 octobre 2011 | République dominicaine | 13 - 2 Boxscore | Allemagne | ville de Panama, Panama Affluence: 268 |

| 4 octobre 2011 | Australie | 0 - 8 Boxscore | Corée du Sud | ville de Panama, Panama Affluence: 375 |

| 4 octobre 2011 | Venezuela | 2 - 14 Boxscore | Cuba | ville de Panama, Panama Affluence: 4 800 |

| 6 octobre 2011 | Australie | 4 - 3 Boxscore | Nicaragua | ville de Panama, Panama Affluence: 400 |

| 6 octobre 2011 | République dominicaine | 3 - 6 Boxscore | Venezuela | ville de Panama, Panama Affluence: 613 |

| 6 octobre 2011 | Allemagne | 2 - 7 Boxscore | Italie | ville de Panama, Panama Affluence: 1 000 |

| 6 octobre 2011 | Corée du Sud | 1 - 4 Boxscore | Cuba | ville de Panama, Panama Affluence: 2 800 |

| 7 octobre 2011 | Venezuela | 10 - 5 Boxscore | Allemagne | ville de Panama, Panama Affluence: 600 |

| 7 octobre 2011 | Australie | 11 - 9 Boxscore | République dominicaine | ville de Panama, Panama Affluence: 450 |

| 7 octobre 2011 | Cuba | 5 - 1 Boxscore | Italie | ville de Panama, Panama Affluence: 4 800 |

| 7 octobre 2011 | Nicaragua | 4 - 6 Boxscore | Corée du Sud | ville de Panama, Panama Affluence: 2 900 |

| 8 octobre 2011 | Venezuela | 0 - 15 Boxscore | Australie | ville de Panama, Panama Affluence: 150 |

| 8 octobre 2011 | Allemagne | 2 - 8 Boxscore | Cuba | ville de Panama, Panama Affluence: 4 375 |

| 8 octobre 2011 | Italie | 0 - 4 Boxscore | Corée du Sud | ville de Panama, Panama Affluence: 2 000 |

| 8 octobre 2011 | Nicaragua | 1 - 16 Boxscore | République dominicaine | ville de Panama, Panama Affluence: 5 500 |

| 9 octobre 2011 | Allemagne | 6 - 9 Boxscore | Australie | ville de Panama, Panama Affluence: 300 |

| 9 octobre 2011 | Italie | 6 - 7 Boxscore | Venezuela | ville de Panama, Panama Affluence: 1 500 |

| 9 octobre 2011 | Corée du Sud | 5 - 4 Boxscore | République dominicaine | ville de Panama, Panama Affluence: 2 500 |

| 9 octobre 2011 | Cuba | 6 - 0 Boxscore | Nicaragua | ville de Panama, Panama Affluence: 5 000 |

| Pl. | Équipe                 | J | V | D | %     |
| --- | ---------------------- | - | - | - | ----- |
| 1   | Cuba                   | 7 | 7 | 0 | 1.000 |
| 2   | Venezuela              | 7 | 5 | 2 | .714  |
| 3   | Corée du Sud           | 7 | 5 | 2 | .714  |
| 4   | Australie              | 7 | 5 | 2 | .714  |
| 5   | République dominicaine | 7 | 3 | 4 | .429  |
| 6   | Italie                 | 7 | 2 | 5 | .286  |
| 7   | Nicaragua              | 7 | 1 | 6 | .143  |
| 8   | Allemagne              | 7 | 0 | 7 | .000  |

## Deuxième Tour

### Groupe 3
| 11 octobre 2011 | Pays-Bas | 5 - 1 Boxscore | Corée du Sud | ville de Panama, Panama Affluence: 500 |

| 11 octobre 2011 | Canada | 0 - 7 Boxscore | Australie | ville de Panama, Panama Affluence: 250 |

| 11 octobre 2011 | Cuba | 8 - 7 Boxscore | États-Unis | ville de Panama, Panama Affluence: 1 700 |

| 11 octobre 2011 | Venezuela | 4 - 11 Boxscore | Panama | ville de Panama, Panama Affluence: 5 200 |

| 13 octobre 2011 | Canada | 7 - 0 Boxscore | Venezuela | ville de Panama, Panama Affluence: 50 |

| 13 octobre 2011 | États-Unis | 2 - 1 Boxscore | Australie | ville de Panama, Panama Affluence: 500 |

| 13 octobre 2011 | Pays-Bas | 2 - 1 Boxscore | Australie | ville de Panama, Panama Affluence: 0 |

| 13 octobre 2011 | Canada | 4 - 0 Boxscore | Corée du Sud | ville de Panama, Panama Affluence: 600 |

| 13 octobre 2011 | Panama | 4 - 5 Boxscore | Corée du Sud | ville de Panama, Panama Affluence: 2 000 |

| 13 octobre 2011 | Cuba | 1 - 4 Boxscore | Pays-Bas | ville de Panama, Panama Affluence: 0 |

| 14 octobre 2011 | Corée du Sud | 1 - 3 Boxscore | États-Unis | ville de Panama, Panama Affluence: 600 |

| 14 octobre 2011 | Panama | 4 - 5 Boxscore | Australie | ville de Panama, Panama Affluence: 100 |

| 14 octobre 2011 | Venezuela | 4 - 7 Boxscore | États-Unis | ville de Panama, Panama |

| 14 octobre 2011 | Canada | 2 - 8 Boxscore | Cuba | ville de Panama, Panama Affluence: 1 000 |

| 14 octobre 2011 | Cuba | 7 - 2 Boxscore | Panama | ville de Panama, Panama Affluence: 2 500 |

| 14 octobre 2011 | Venezuela | 2 - 12 Boxscore | Pays-Bas | ville de Panama, Panama Affluence: 287 |

| Pl. | Équipe       | J | V | D | %    |
| --- | ------------ | - | - | - | ---- |
| 1   | Pays-Bas     | 7 | 6 | 1 | .857 |
| 2   | Cuba         | 7 | 6 | 1 | .857 |
| 3   | Canada       | 7 | 4 | 3 | .571 |
| 4   | États-Unis   | 7 | 4 | 3 | .571 |
| 5   | Australie    | 7 | 3 | 4 | .429 |
| 6   | Corée du Sud | 7 | 2 | 5 | .286 |
| 7   | Panama       | 7 | 2 | 5 | .286 |
| 8   | Venezuela    | 7 | 1 | 6 | .143 |

## Phase Finale

### Match pour la7eplace
| 15 octobre 2011 | Panama | 3 - 8 Boxscore | Venezuela | ville de Panama, Panama |

### Match pour la5eplace
| 15 octobre 2011 | Corée du Sud | 2 - 3 Boxscore | Australie | ville de Panama, Panama Affluence: 225 |

### Match pour la médaille de bronze
| 15 octobre 2011 | Canada | annulé | États-Unis | ville de Panama, Panama |

### Match pour la médaille d'or
| 15 octobre 2011 | Pays-Bas | 2 - 1 Boxscore | Cuba | ville de Panama, Panama Affluence: 4 500 |

## Classement final
| Pl.        | Sélection        |
| ---------- | ---------------- |
|            | Pays-Bas         |
|            | Cuba             |
|            | Canada           |
| États-Unis |                  |
| 5          | Australie        |
| 6          | Corée du Sud     |
| 7          | Venezuela        |
| 8          | Panama           |
| 9          | Rép. dominicaine |
| 10         | Porto Rico       |
| 11         | Italie           |
| 12         | Taïwan           |
| 13         | Japon            |
| 14         | Nicaragua        |
| 15         | Allemagne        |
| 16         | Grèce            |

## Récompenses
Voici les joueurs récompensés à l'issue de la compétition:
| Position          | Joueur               |
| ----------------- | -------------------- |
| Lanceur partant   | Hyoun Taek Oh        |
| Lanceur de relève | Yadier Pedroso       |
| Receveur          | Damaso Espino        |
| 1re base          | José Abreu           |
| 2e base           | Joe Thurston         |
| 3e base           | Chang Min Mo         |
| Arrêt-court       | Jonathan Malo        |
| Champs extérieurs | Rusney Castillo      |
| Champs extérieurs | Tom Brice            |
| Champs extérieurs | Conception Rodriguez |
| Frappeur désigné  | Fernando Seguinol    |

| Récompense                          | Joueur             |
| ----------------------------------- | ------------------ |
| MVP                                 | Curt Smith         |
| Meilleure moyenne de points mérités | Tom Stuifbergen    |
| Meilleure moyenne au bâton          | Rusney Castillo    |
| Meilleur ratio V/D                  | Miguel Lahera      |
| Plus de coups de circuits           | Wuilliuans Vasquez |
| Plus de points produits             | Curt Smith         |
| Plus de points marqués              | José Macias        |
| Meilleur défenseur                  | Yuliesky Gourriel  |